# Kapronsyra
Kapronsyra eller hexansyra är är karboxylsyran som härrör från hexan med den kemiska formeln CH3(CH2)4COOH. Den är en mättad fettsyra, som i förening med glycerol förekommer i olika fettämnen, till exempel i smör och kokosfett. Kapronsyran är en färglös oljig vätska med en lukt som är fet, ostliknande, vaxartad och som den hos getter eller andra ladugårdsdjur.

## Förekomst
Kapronsyra är en fettsyra som finns naturligt i olika animaliska fetter och oljor, och är en av de kemikalier som ger den sönderfallande köttiga fröskalet av ginkgo dess karakteristiska obehagliga lukt. Den är också en av komponenterna i vanilj och ost.
Två andra syror är uppkallade efter getter: kaprylsyra (C8) och kaprinsyra (C10). Tillsammans med kapronsyra står de för 15 procent av fettet i getmjölk.

## Användning
Den primära användningen av kapronsyra är vid tillverkning av dess estrar för användning som artificiella smakämnen och vid tillverkning av hexylderivat, såsom hexylfenoler. Salter och estrar av kapronsyra är kända som kaproater eller hexanoater. Flera progestinmediciner är kaproatestrar, såsom hydroxiprogesteronkaproat och gestonoronkaproat.
Kapronsyra, kaprylsyra och kaprinsyra (kaprinsyra är ett kristall- eller vaxliknande ämne, medan de andra två är vätskor) används inte bara för att bilda estrar, utan används också ofta "prydligt" i: smör, mjölk, grädde, jordgubbar, bröd, öl, nötter och andra artificiella smaker.
Kapronsyra och kaprylsyra spelar en avsevärd roll, då deras närvaro i smör kan användas för att konstatera förfalskning av detta, eftersom de saknas eller förekommer i mycket liten mängd i de fettämnen, som vanligen används för förfalskning, med undantag för kokosfett.